# Primera División de Chile 1994
Primera División de Chile 1993 var den chilenska högstaligan i fotboll för herrar för säsongen 1993, som slutade med att Universidad de Chile vann för åttonde gången.

## Kvalificering för internationella turneringar
- Copa Libertadores 1995
  - Vinnaren av Primera División: Universidad de Chile
  - Vinnaren av Liguilla Pre-Libertadores: Universidad Católica

## Sluttabell
| Plac. | Lag                  | S  | V  | O  | F  | GM | IM | MSK | Poäng |
| ----- | -------------------- | -- | -- | -- | -- | -- | -- | --- | ----- |
| 1     | Universidad de Chile | 30 | 21 | 7  | 2  | 71 | 28 | 43  | 49    |
| 2     | Universidad Católica | 30 | 21 | 6  | 3  | 84 | 26 | 58  | 48    |
| 3     | O'Higgins            | 30 | 13 | 13 | 4  | 45 | 38 | 7   | 39    |
| 4     | Colo-Colo            | 30 | 12 | 12 | 6  | 52 | 34 | 18  | 36    |
| 5     | Cobreloa             | 30 | 10 | 13 | 7  | 61 | 48 | 13  | 33    |
| 6     | Regional Atacama     | 30 | 13 | 5  | 12 | 51 | 41 | 10  | 31    |
| 7     | Unión Española       | 30 | 14 | 3  | 13 | 55 | 49 | 6   | 31    |
| 8     | Deportes Temuco      | 30 | 10 | 11 | 9  | 44 | 38 | 6   | 31    |
| 9     | Deportes Antofagasta | 30 | 11 | 6  | 13 | 36 | 45 | -9  | 28    |
| 10    | Everton              | 30 | 11 | 6  | 13 | 36 | 55 | -19 | 28    |
| 11    | Palestino            | 30 | 10 | 5  | 15 | 41 | 55 | -14 | 25    |
| 12    | Deportes La Serena   | 30 | 7  | 11 | 12 | 32 | 47 | -15 | 25    |
| 13    | Coquimbo Unido       | 30 | 8  | 9  | 13 | 30 | 45 | -15 | 25    |
| 14    | Provincial Osorno    | 30 | 6  | 9  | 15 | 30 | 57 | -27 | 21    |
| 15    | Cobresal             | 30 | 3  | 9  | 18 | 32 | 52 | -20 | 15    |
| 16    | Rangers              | 30 | 2  | 11 | 17 | 27 | 69 | -42 | 15    |

|  | Mästare och kvalificerade till Copa Libertadores 1995. |
|  | Kvalificerade till Liguilla Pre-Libertadores.          |
|  | Till nedflyttningskval.                                |
|  | Nedflyttade till Segunda División.                     |

| Primera División Vinnare av Primera División 1994 |
| ------------------------------------------------- |
| Chile                                             |
| Universidad de Chile 8:e titeln                   |

## Liguilla Pre-Libertadores
| Plac. | Lag                  | S | V | O | F | GM | IM | MSK | Poäng |
| ----- | -------------------- | - | - | - | - | -- | -- | --- | ----- |
| 1     | Universidad Católica | 3 | 2 | 1 | 0 | 9  | 4  | +5  | 5     |
| 2     | Cobreloa             | 3 | 2 | 0 | 1 | 6  | 6  | +0  | 4     |
| 3     | O'Higgins            | 3 | 0 | 2 | 1 | 6  | 9  | -3  | 2     |
| 4     | Colo-Colo            | 3 | 0 | 1 | 2 | 4  | 6  | -2  | 1     |